# René av Bourbon-Parma
René av Bourbon-Parma, René Charles Maria Joseph, född 17 oktober 1894 i Schwarzau, död 30 juli 1962 i Hellerup. Son till Robert I av Parma.
Han gifte sig 1921 i Köpenhamn med Margrethe av Danmark (1895-1992), dotter till Waldemar av Danmark och Marie av Orléans. Familjen bosatte sig i Frankrike. De flydde undan nazisterna 1939 och tillbringade 2:a världskriget i New York i USA. I USA arbetade René på ett gasföretag, Margrethe tillverkade hattar och deras dotter var butiksbiträde. Efter krigets slut bosatte de sig på nytt i Frankrike, och slutligen i Danmark.

## Barn
- Jacques Maria Antoine Robert Waldemar Charles Felix Sixte Ansgar (1922-1964); gift 1947 med grevinnan Birgitte af Holstein-Ledreborg (1922-)
- Anne av Bourbon-Parma Marie Antonie Françoise Zita Marguerite (1923-2016); gift 1948 med Mikael I av Rumänien (1921-2017)
- Michel Marie Xavier Waldemar Georg Robert Karl Eymar (1926-); gift 1:o 1951 med (sep. 1966, skilda 1999) Yolande de Broglie-Revel (1928-); gift 2:o 2003 med Maria Pia av Savojen (1934-)
- André Marie (1928-); gift 1960 med Marina Gacry (1935-)